# Tracey Bonner
Tracey Bonner, född 24 juni 1979 i Murfreesboro, Tennessee, är en amerikansk skådespelare.
Bonner har bland annat medverkat i TV-serien Sweet Magnolias (2020-2022). Hon har även medverkat i filmerna The Beanie Bubble från 2023 och The Exorcism från 2024.

## Filmografi (i urval)
- 2020–2022 – Sweet Magnolias (TV-serie)
- 2023 – The Beanie Bubble
- 2024 – The Exorcism